# Notophthiracarus perezinigoi
Notophthiracarus perezinigoi är en kvalsterart som beskrevs av Wojciech Niedbała 1987. Notophthiracarus perezinigoi ingår i släktet Notophthiracarus och familjen Phthiracaridae. Inga underarter finns listade i Catalogue of Life.